# Фердинан Бюисон
Фердинан Едуар Бюисон (на френски: Ferdinand Edouard Buisson) е френски педагог и политик. Съосновател и дългогодишен председател на френската лига за човешки права. Удостоен, заедно с Лудвиг Квиде, с Нобелова награда за мир за 1927 г.

## Ранни години (1841 – 1866)
Роден е на 20 декември 1841 година в Париж, Франция, в протестантско семейство. Баща му Пиер Бюисон е съдия в Сент Етиен. След като завършва колеж се записва в лицей в Сент Етиен. През 1857 г. баща му умира и Фердинан е принуден да напусне лицея, за да работи и помага на майка си и по-малките си братя. По-късно продължава образованието си в лицея „Кондорсе“, а след това учи философия в Сорбоната. Макар че полага успешно държавен изпит за учители, Бюисон отказва да даде клетва на император Наполеон III, когото смята за диктатор, и е лишен от възможността да работи по специалността си.

## Педагогическа и дипломатическа дейност (1866 – 1924)

### Швейцария (1866 – 1870)
През 1866 г. Бюисон се премества в Швейцария и започва да преподава философия в академията в Ньошател. На следващата година участва в първия Конгрес на мира и свободата в Женева и заедно с Фредерик Паси и Джузепе Гарибалди, италиански патриот, създава Лигата за мир и свобода.
По време на швейцарското си изгнание Бюисон пише редица статии за мира и образованието. Той се връща и към написаната по-рано книга „Либералното християнство“ (на френски: Christianisme libéral, 1865 г.), където предлага да се замени организираната религия с кодекс на личния морал. Там намират отражение две идеи, характерни за радикалния хуманист Бюисон – пътят към мира минава през промяната на човешките взаимоотношения чрез възпитание и църквата и държавата трябва да бъдат формално разделени.

### Франция (1870 – 1924)

#### Париж
След поражението на Франция във Френско-пруската война и отричането на Наполеон ІІІ от престола през 1870 г. Бюисон се връща в Париж. Една от първите му грижи е организирането на приют за сираци. През същата година новият министър на народното образование назначава Бюисон за инспектор по начално образование в Париж. Но искането на Бюисон да се сложи край на господството на католическата църква във френските училища предизвиква буря от възмущение в Националната асамблея и той е принуден да подаде оставка.
В продължение на десет години броят на неговите привърженици нараства толкова, че през 1879 г. той е назначен за директор на Департамента по начално образование. На този пост остава седемнадесет години. Той съдейства за приемане на национални закони за безплатно задължително единно начално образование в цялата страна. Създава 4-томния „Речник по педагогика и начално образование“ (на френски: Dictionnaire de pédagogie et d'instruction primaire, 1778 – 1887 г.), освен това издава и педагогическо списание. През 1896 г. Бюисон напуска правителствения пост и става професор по педагогика в Сорбоната.

#### Делото Драйфус
Вниманието на Бюисон към политиката е привлечено от знаменитото дело Драйфус, което разтърсва цялата страна през 1894 г., когато капитан Алфред Драйфус, евреин по произход, е обвинен в измяна въз основа на лъжесвидетелство. Възмутен от вълната антисемитизъм и от стремежите на висшите офицери да стоварят върху Драйфус вината за чуждо престъпление, през 1898 г. Бюисон основава Лигата за правата на човека. Целта на Лигата не е само да защити Драйфус, но и да разобличава несправедливостта във всякаква форма. През 1902 г. Бюисон е избран в Камарата на депутатите от партията на радикалните социалисти, където остава до 1914 и се връща отново през 1919 – 1924 г.

#### Първата световна война и план Дауес
Със започването на Първата световна война, убеден, че победата на Германия ще бъде победа на милитаризма и поражение за хуманистичните идеали, Бюисон обявява подкрепата си за военните усилия на Франция. През 1916 г. той одобрява предложението на Удроу Уилсън за създаване на Общество на народите. Разочарован от условията на Версайския договор от 1919 г., който увековечава враждата между победител и победен, Бюисон продължава да защитава Обществото като най-ефективен инструмент за запазване на мира. В същото време той не се разделя с убеждението, че ключът за дълговременния мир е скрит в образованието. Когато след просрочването на репарационните плащания френските и белгийските войски окупират долината на Рур – индустриалното сърце на Германия, Бюисон полага не малко усилия за възстановяване на разбирателството между френския и германския народ. Той кани немски борци за мир на публични изяви в Париж и сам предприема пътуване в Германия. Макар че националистите от двете страни възприемат дейността му враждебно, френските и белгийските войски напускат Рур, а германските делови задължения са преразгледани в съответствие с плана Дауес (наречен по името на американския държавен деец Чарлз Дауес).

## Следващи години (1924 – 1932)
Дългогодишната служба на образователното дело затвърдява убеждението на Бюисон, че възпитанието трябва да бъде средство за промяна на отношението на хората към войната и мира. През 1924 г. е удостоен с офицерска степен на френския Орден на почетния легион.
Скоро след получаването на Нобеловата награда за мир (1927 г.) той започва да развива международни връзки между професионалните асоциации на учителите. Парите, получени от Нобеловия комитет, Бюисон предава на пацифистки организации.
Умира от сърдечен пристъп на 16 февруари 1932 година в Телуа сен Антоан, северно от Париж, на 90-годишна възраст.